# Калинина, Людмила Александровна
Людмила Александровна Калинина (род. 5 февраля 1957, Пермь, СССР) — российский тренер по фигурному катанию. Член тренерского совета Федерации фигурного катания на коньках России.

## Биография
Семилетнюю Люду в секцию фигурного катания привел отец Александр Михайлович, который сам увлекался спортом и был штангистом и сильнейшим на заводе борцом-самбистом. Азы фигурного катания Люда постигала под руководством Валентины Мусатовой, а затем продолжила занятия любимым видом спорта под руководством приехавшего на работу в спорт-клуб выпускника Омского института физкультуры Георгия Иванова.
Школу №65 Людмила заканчивала, выполнив норматив кандидата в мастера спорта, и с твердым желанием посвятить себя тренерской работе. Мать Люды была против отъезда дочери в Ленинградский институт физкультуры, и Людмила в 1975 году становится студенткой политехнического института, химико-технологического факультета и при этом набирает группы юных фигуристов, совмещая учебу в институте с тренерской работой.
Первыми учениками были: Ирина Сайфутдинова, Лариса Казанина, Вадим Малафеев, Алексей Теплых, Александр Сотин и многие другие. С уходом тренера Георгия Иванова Людмила Александровна стала старшим тренером спорткомплекса «Прикамье» по фигурному катанию. Её ученица — мастер спорта Ирина Сайфутдинова — успешно выступала на чемпионатах мира среди юниоров, став призёром.
Кандидат в мастера спорта Лариса Казанина была чемпионкой области, успешно выступала на всероссийских соревнованиях. Она, окончив факультет физвоспитания в пединституте, как и Людмила Александровна, стала тренером.
Прекрасную физическую подготовку получила у Людмилы Александровны Наталья Морилова, которая, перейдя на отделение лыжных гонок, где тренировали её родители, стала чемпионкой мира и членом сборной страны по лыжным гонкам.
В 1985 году в Перми был сдан в эксплуатацию ледовый дворец «Орлёнок», туда и перешла на тренерскую работу Людмила Александровна.
Начав свою тренерскую карьеру специалистом в одиночном катании, Людмила Александровна стала опытным мастером подготовки спортивных пар. Первая её пара — Елена Ефаева и Алексей Меньшиков — победители первенства России, бронзовые призёры чемпионата России, участники чемпионата Европы, призёры юниорской серии Гран-при. После завершения спортивной карьеры А. Меньшиков помогает Л. Калининой в работе с её юниорскими парами.
Летом 2011 года Людмила Калинина и несколько её учеников (Вера Базарова и Юрий Ларионов, Татьяна Тудвасева и Сергей Лисьев, Елизавета Семёнова и Максим Петухов, Семён Степанов), а также Алексей Меньшиков переехали из Перми в Саранск, так как в Мордовии им были предложены лучшие условия для работы и жизни.
В феврале 2013 года стало известно, что Вера Базарова и Юрий Ларионов перешли в группу Нины Мозер, а Людмила Калинина вернулась в Пермь.

## Награды, звания и премии
- Лучший тренер Прикамья[9]
- Заслуженный тренер России (2013)